# Erlöserkirche (Stuttgart)

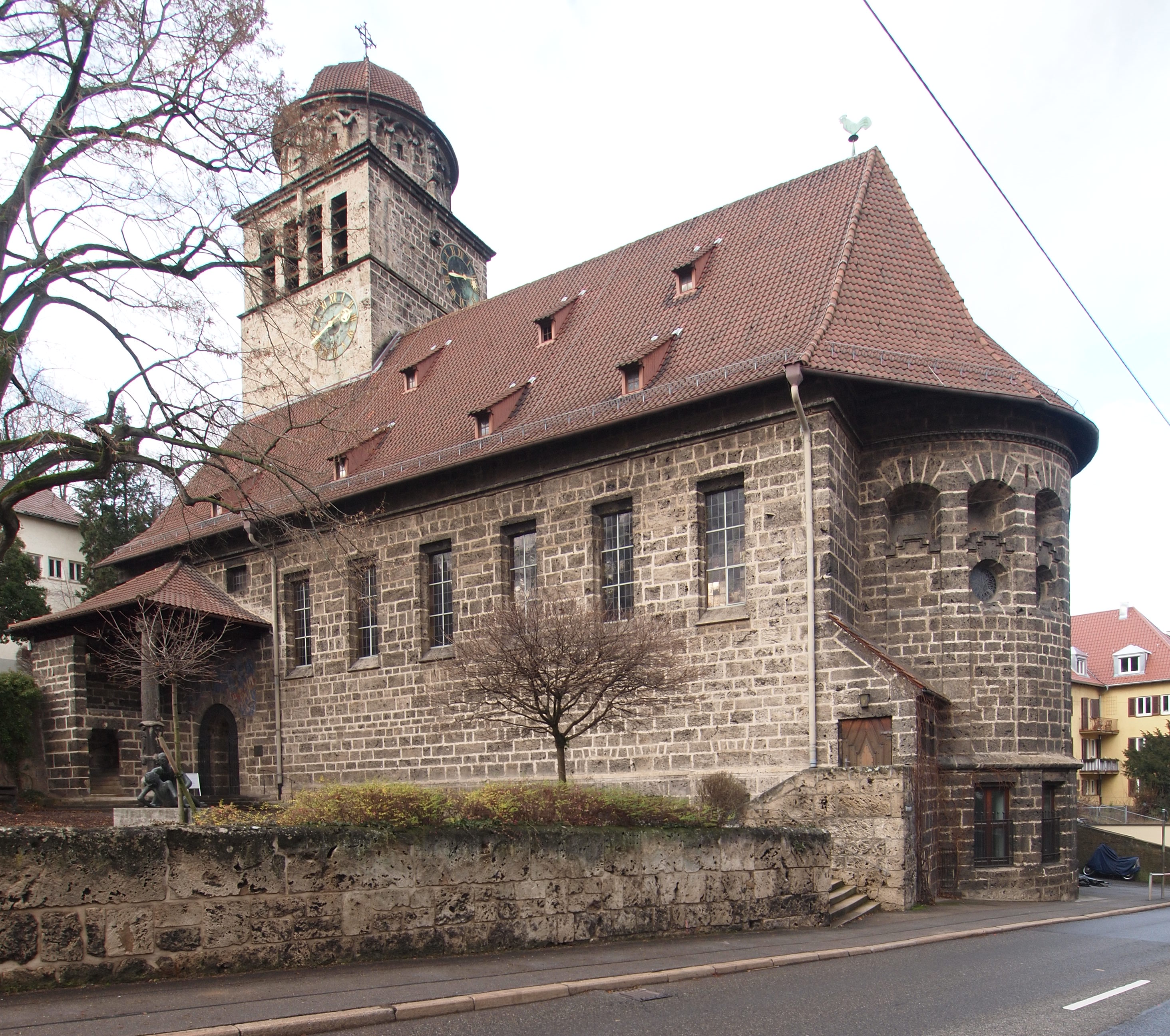
Erlöserkirche, Blick von der Birkenwaldstraße

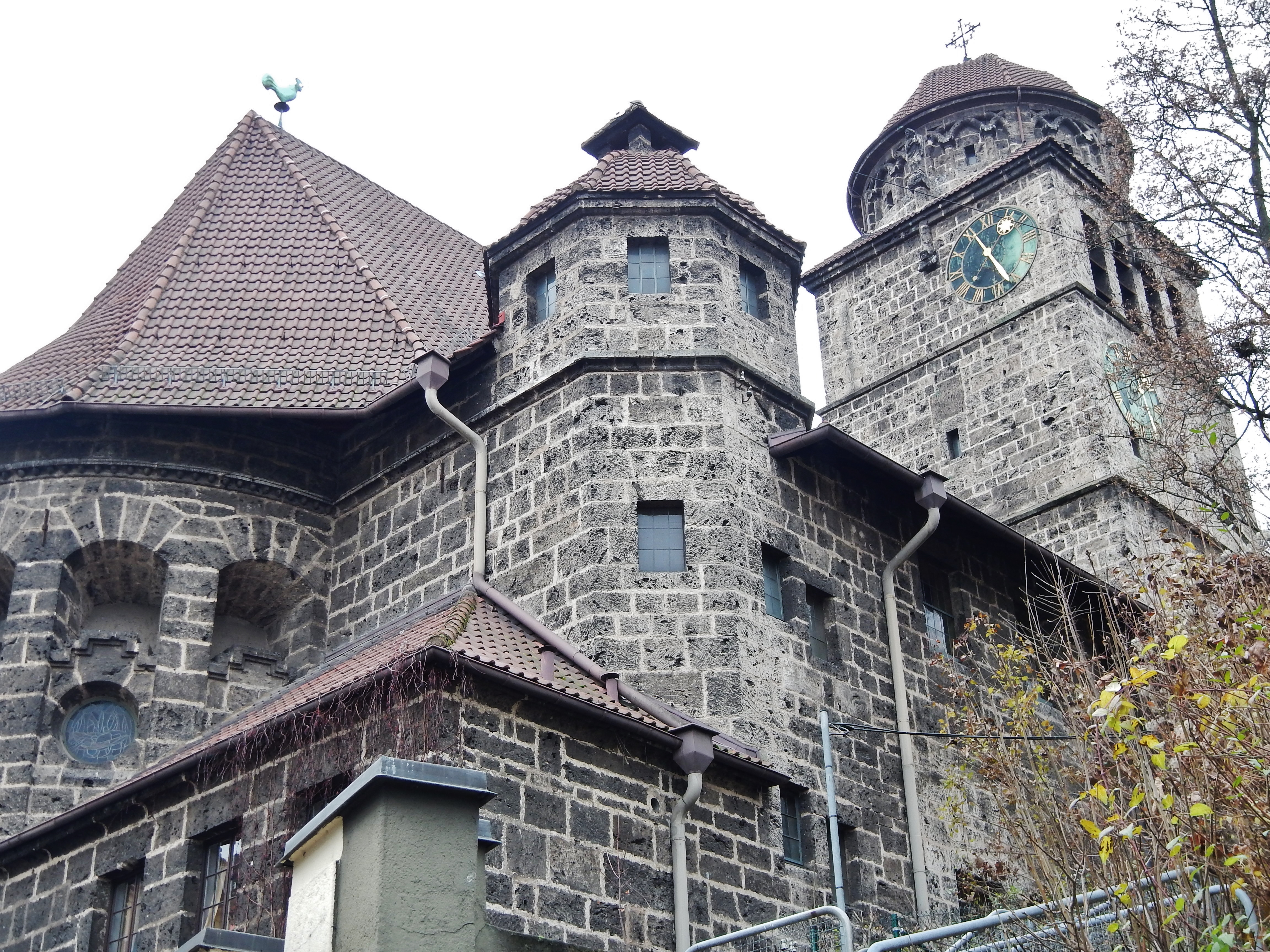
Erlöserkirche; von links nach rechts: Chorapsis, Sakristei, Treppenturm, Langhaus, Turm

Die evangelische Erlöserkirche (ⓘ) in Stuttgart-Nord, Birkenwaldstraße 24, wurde 1906–1908 nach den Plänen des Architekten Theodor Fischer erbaut.
Die Kirche hebt sich durch ihre charakteristischen, altersschwarzen Tuffsteinmauern von ihrer Umgebung ab. Fischer passte sie an die gedrungene Lage an einem Berghang an und verlieh der Kirche ein „ehrlich-protestantisches“ Aussehen. Entgegen dem noch vorherrschenden Historismus verzichtete er auf äußeren Pomp und beschränkte die äußere Wirkung der Kirche auf die stereometrischen Formen der Gebäudeteile.
Erster Pfarrer war von 1908 bis 1913 der bekannte Pazifist Otto Umfrid.
Nach schweren Schäden im Zweiten Weltkrieg wurde die Kirche 1950–1954 durch Rudolf Lempp wieder aufgebaut.

## Lage

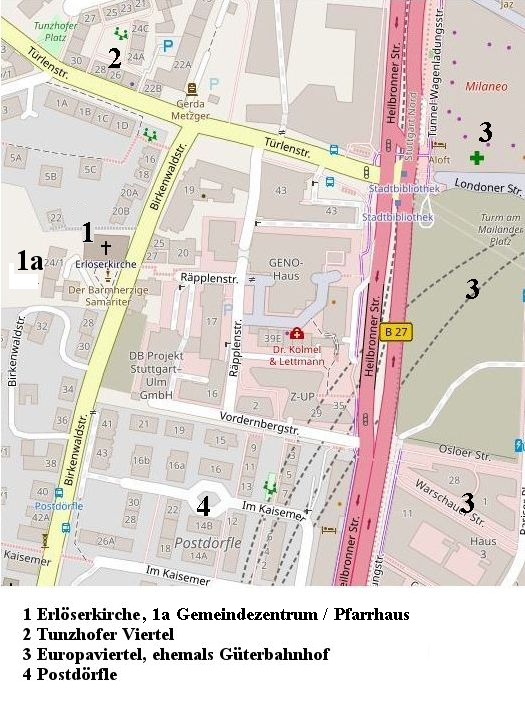
Lageplan

Die evangelische Kirchengemeinde im Stuttgarter Norden wuchs zwischen 1892 und 1905 von 3000 auf 9500 Mitglieder, so dass die Martinskirche beim Pragfriedhof nicht mehr ausreichte und der Bau einer neuen Kirche erforderlich wurde. Zum Wachstum der Gemeinde trugen zwei nahegelegene, einwohnerreiche Siedlungen bei, das Postdörfle, eine Siedlung für Bahn- und Postbedienstete, und die Tunzhofer Arbeitersiedlung. Als Bauplatz bot sich ein Grundstück in der Nachbarschaft der beiden Siedlungen an. Der Baugrund lag an einem Berghang, mitten in den Weinbergen und gegenüber dem Güterbahnhof, an dessen Stelle das Europaviertel entstand. Halblinks von der Kirche führt ein ansteigender Stichweg zu Pfarrhaus und Gemeindehaus. Zwischen diesem Weg und der Straße entstand ein dreieckiger Platz vor der Kirche, in dessen Mitte eine mächtige Linde Schutz und Schatten spendet.
Die Weinberge sind inzwischen verschwunden, und die „Kirche am Weinberg“, wie sie anfangs genannt wurde, reiht sich nun zwischen den Wohnhäusern der unteren Birkenwaldstraße ein. Ursprünglich war die Kirche gut sichtbar von der Heilbronner Straße aus, heute versperrt eine Wand von Großbauten den Blick auf die Kirche, im Vordergrund das siebenstöckige verglaste Geno-Haus, das Hochhaus der Landesbank Baden-Württemberg, das würfelförmige Gebäude der Stadtbibliothek, das Einkaufszentrum Milaneo und das Wohnhochhaus Cloud No. 7. Eine breite, von Theodor Fischer entworfene Treppe am Anfang der Räpplenstraße führte von der Erlöserkirche zur Heilbronner Straße hinab, ist aber inzwischen ohne Funktion.

## Beschreibung
1901 wurde der Münchener Architekt Theodor Fischer als Professor für Bauentwürfe und Stadtplanung nach Stuttgart berufen. Die Erlöserkirche war das zweite große Projekt, das Fischer nach der 1904–1906 erbauten Heusteigschule in Stuttgart verwirklichen konnte. Schon bei der Heusteigschule gelang Fischer eine optimale Ausnutzung des als ungünstig empfundenen Bauplatzes. Auch für den beengten Standort der Erlöserkirche an einem Berghang fand er eine „glückliche Lösung“, die er „durch die geschlossene auf sich beruhende Platzwirkung dem spröden Gelände abrang.“ Die Kirche schiebt sich wie ein Keil in Ost-West-Richtung in das ansteigende Gelände. Eine leicht geschwungene Auffahrtrampe zu dem höher liegenden Pfarrhaus und dem Gemeindehaus bildet zusammen mit der Stützmauer an der Straße einen dreieckigen Vorplatz an der südlichen Langseite der Kirche.

### Baukörper

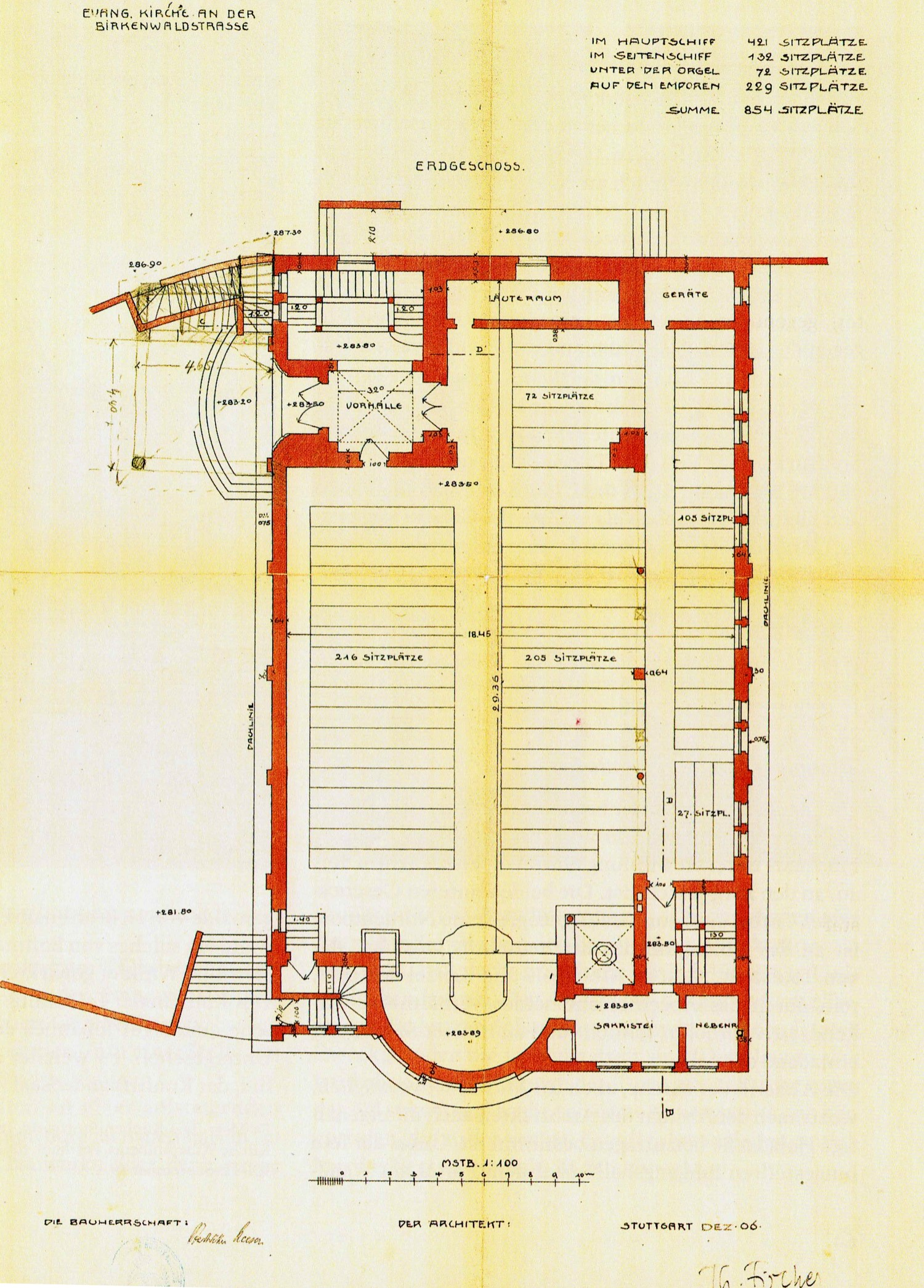
Grundriss, 1906

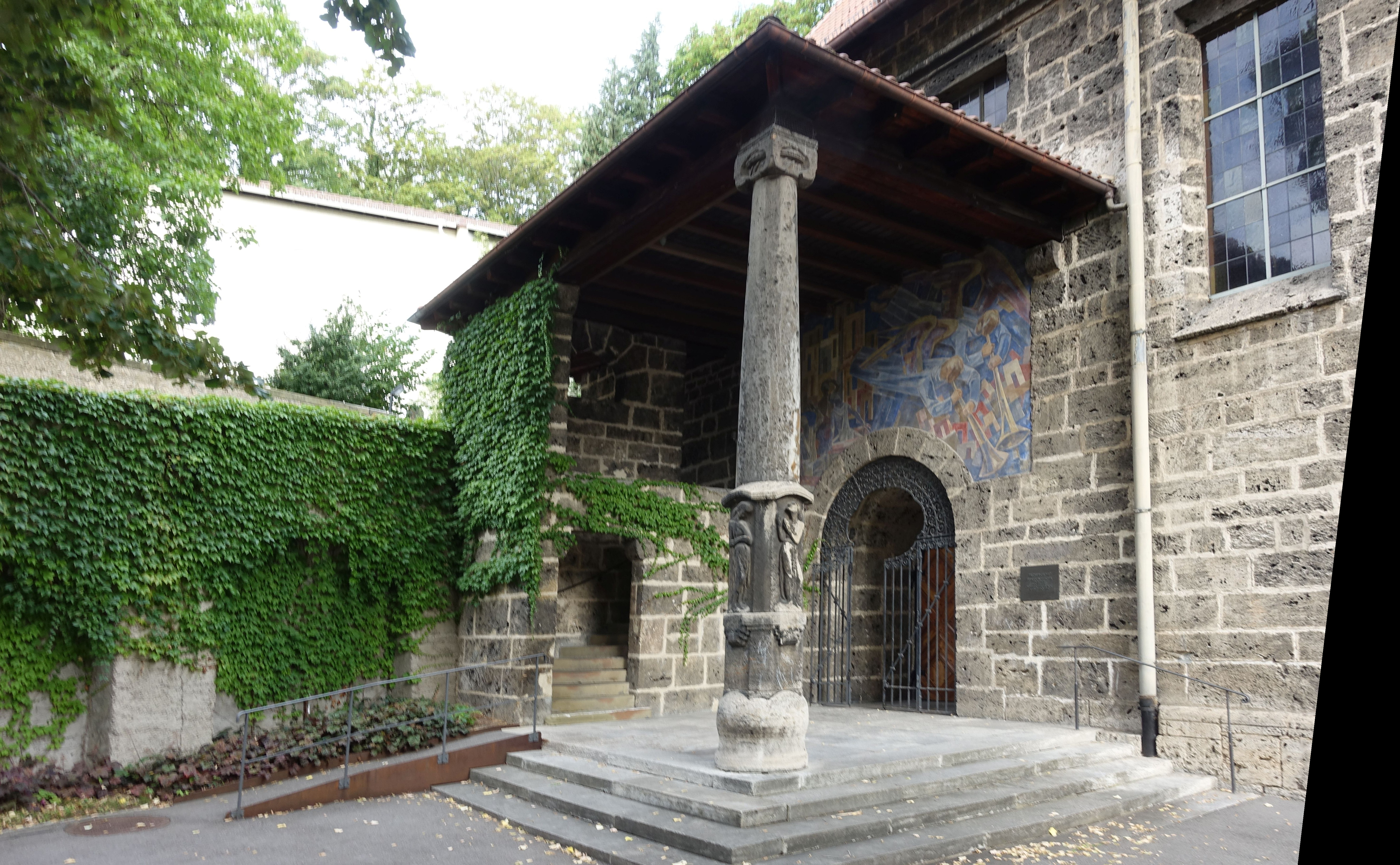
Eingangshalle

Die Kirche wurde sparsamkeitshalber aus Kalktuffstein von der Schwäbischen Alb errichtet. Der inzwischen rauchschwarze Stein mit seinen löchrigen Oberflächen und den weißen Mörtelfugen verleiht dem Mauerwerk sein charakteristisches Aussehen. Durch stumpfe Formen passte Fischer das Bauwerk an die umgebende sanfte Hügellandschaft an. Wie eine trutzige mittelalterliche Wehrkirche prägt das Gebäude der Gegend seinen Stempel auf.
Der Baukörper der Kirche gliedert sich in fünf asymmetrisch angeordnete Teile: Turm, Langhaus, Chor, Sakristei und Treppenturm. Der Hallenbau der Kirche erhebt sich über einer Grundfläche von 35 mal 20 Metern in einer Höhe von 25 Metern an der Straßenseite und 21 Metern an der Turmseite. Das Langhaus wird an der Südseite durch 6 hohe Fenster belichtet, an der Nordseite durch je 9 Fenster im Erdgeschoss und im Emporenstock. Das steile Langhausdach hat eine Neigung von 49 Grad und ist wie die übrigen Dachteile mit roten Ziegeln gedeckt.
An der östlichen Schmalseite schiebt sich der Bau mit der breiten, halbrunden Chorapsis bis an die Straße vor. Unter Ausnutzung der fünf Meter Höhenunterschied zwischen Straße und Turm wurden der Chor und die danebenliegende Sakristei durch ein Untergeschoss mit Saal und Nebenräumen unterbaut. In der Ecke zwischen Sakristei und Langhaus erhebt sich ein kleines, achteckiges Treppentürmchen zur Empore, gekrönt von einer Pyramidenhaube mit einer viereckigen Laterne.

#### Eingangshalle
Eine überdachte, offene Eingangshalle an der Bergecke des Vorplatzes führt in der Achse des Turms durch ein Bogenportal in die Kirche oder über eine Treppe zu Pfarrhaus und Gemeindehaus. Unter dem Wandgemälde „Das Jüngste Gericht“ von Rudolf Yelin dem Jüngeren öffnet sich ein schmiedeeisernes Rankengitter zur hölzernen Eingangstür, die von dem Tympanonrelief „Der auferstandene Christus“ von Jakob Brüllmann gekrönt wird. Eine Säule mit Reliefs, ebenfalls von Jakob Brüllmann, stützt das ziegelgedeckte Zeltdach der Eingangshalle.

#### Turm und Glocken
Der 33 Meter hohe Turm (ohne Turmkreuz) sitzt dachreiterartig und asymmetrisch zur Firstlinie auf dem Satteldach des Langhauses und bildet in den beiden unteren Stockwerken einen Teil des Kirchensaals. Der Turm lehnt sich an den Berghang an und verzichtet so auf die Entfaltung einer monumentalen Wirkung zur Straße hin. Fischer folgte dem Rat der „Alten“, wie er in einem Vortrag über Stadtbaukunst formulierte, indem er den Turm der Berglinie folgend nach „rückwärts“ versetzte.
Der Turm erhebt sich über einem quadratischen Grundriss von 9 Metern Seitenlänge und erstreckt sich über 7 Stockwerke. Das letzte Stockwerk bildet ein eingezogener, zylindrischer Aufsatz. Er trägt den einzigen äußeren Schmuck der Kirche, vier Evangelistenfiguren vor dem Relief einer säulengestützten, schlangenartig verschlungenen Doppelgirlande. Der Turm wird von einer niedrigen, achteckigen Pyramidenhaube mit einem Turmkreuz gekrönt. Die vier Zifferblätter der Turmuhr sind an den Turmecken angeordnet, im Wechsel zwei im 6. Stock und zwei im 5. Stock unter den Schallfenstern.
Im Turm hängt ein dreistimmiges Glockengeläut aus Bronze, dessen Glocken von der Gießerei Heinrich Kurtz aus Stuttgart 1955 gegossen wurden.
| Glocke | Durchmesser | Gewicht  | Schlagton | Inschrift                    |
| ------ | ----------- | -------- | --------- | ---------------------------- |
| 1      | 1231 mm     | 1143 kg0 | e’        | HALTET AN AM GEBET           |
| 2      | 1098 mm     | 788 kg   | fis’      | MEINEN FRIEDEN GEBE ICH EVCH |
| 3      | 0925 mm     | 476 kg   | a’        | SOLCHER IST DAS REICH GOTTES |

### Innenraum
Der Kirchenraum wurde ursprünglich von einer kunstvoll strukturierten Holzdecke überspannt, die beim Wiederaufbau nach dem Zweiten Weltkrieg durch eine einfache hölzerne Kassettendecke ersetzt wurde. Die beiden unteren Geschosse des Turms sind in den Saal der Kirche integriert. Das obere der beiden Geschosse ist als Empore mit Orgel und Sitzbänken ausgebildet und setzt die Empore der nördlichen Langseite fort. Den Emporen sind Arkaden mit Fischerbögen (geschweifte, seitlich abgeknickte Bögen) vorgeblendet.
Die eingezogene Chorapsis bildet eine gewölbte, halbrunde Nische, die von 5 farbigen Rundfenstern belichtet wird. In der Mitte des Chors ist der Altar aufgestellt, zur Linken eine Taufnische mit einem Taufstein und rechts die Kanzel.

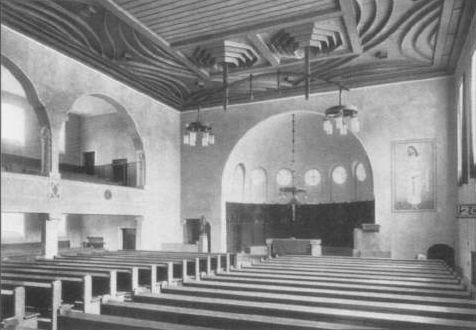
Nordempore, Chor, Holzdecke, 1911.
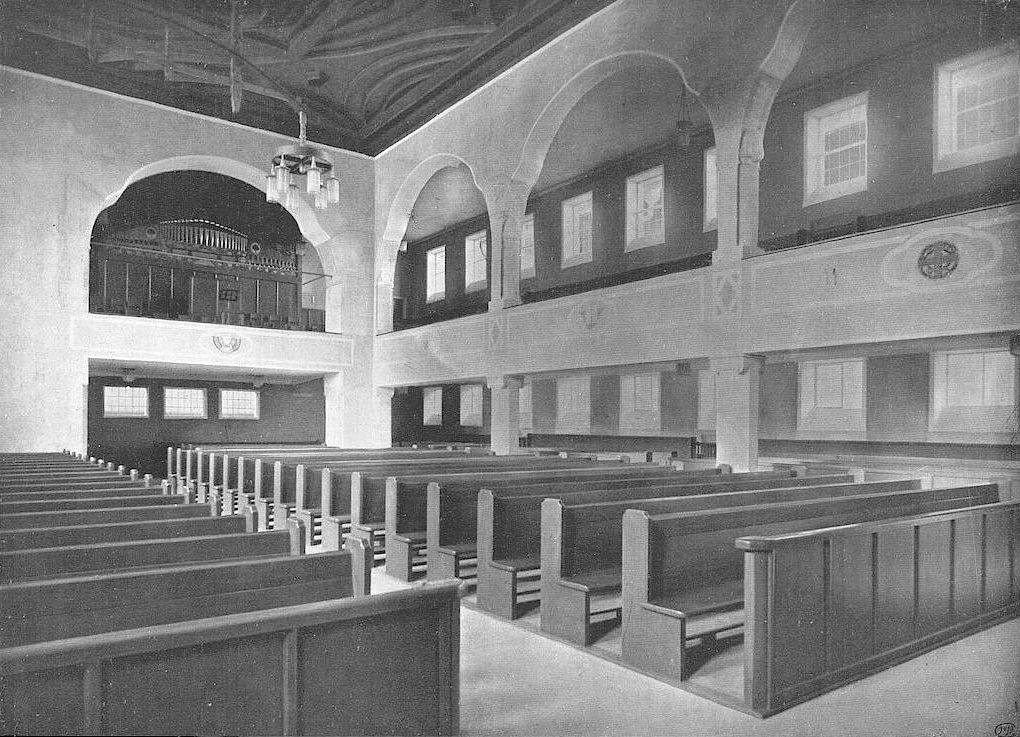
Langhaus mit Emporen, 1908.
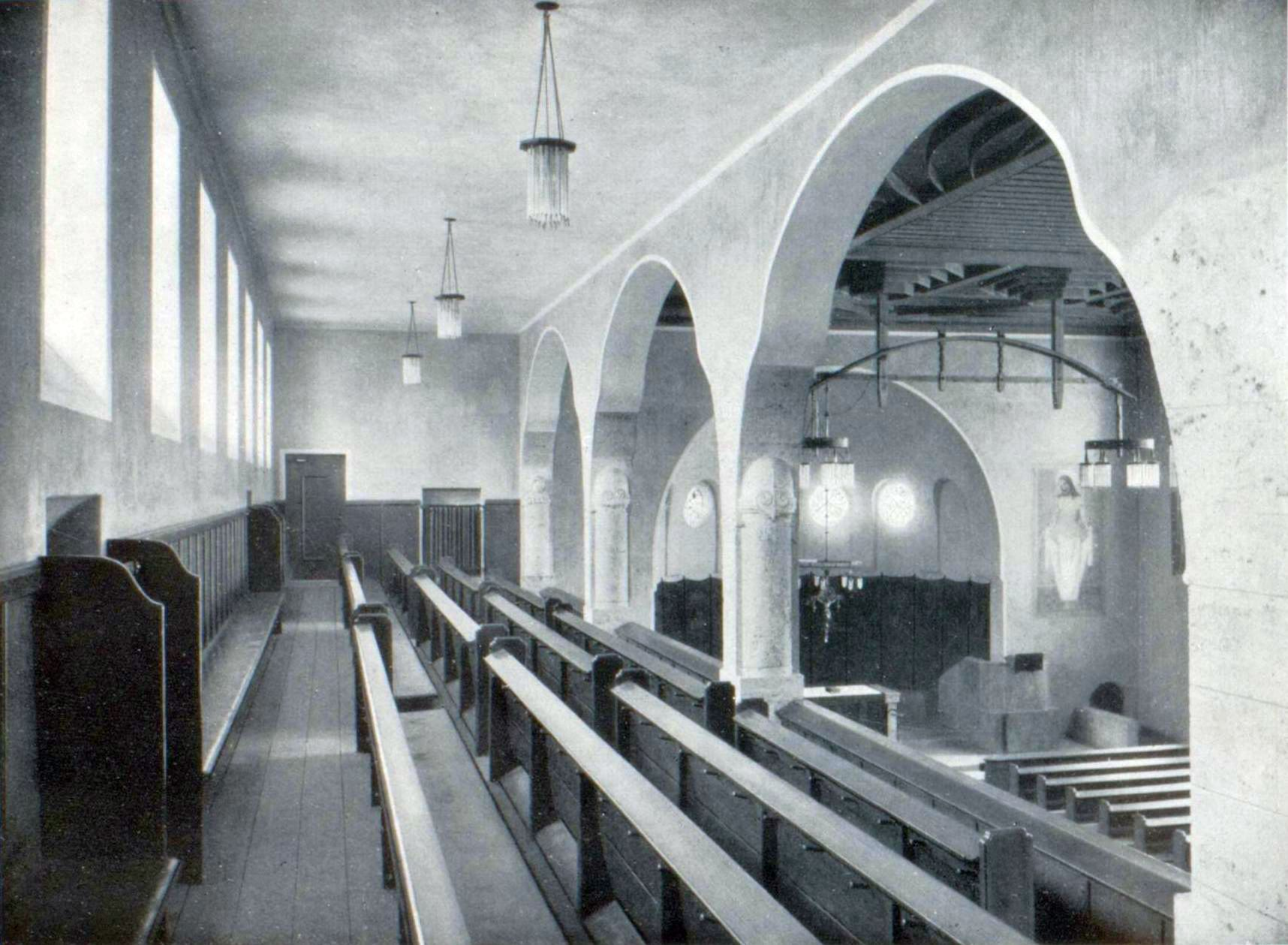
Nordempore, Chor, 1909.

## Kunstwerke
Die nur spärlich mit Kunstwerken ausgestattete Kirche strahlt „eine ehrlich-protestantische Stimmung“ aus, „die jeden Prunk vermeidet“.
| Bild | Jahr | Künstler                 | Beschreibung | Standort      |
| ---- | ---- | ------------------------ | --- | ------------- |
|      | 1957 | Ulrich Henn              | Der Barmherzige Samariter, Bronze, lebensgroß | Vorplatz      |
|      | 1908 | Jakob Brüllmann          | 4 Evangelistenfiguren auf einem Postament, das sich unter dem Kranzgesims des 6. Stockwerks fortsetzt und mit einem Evangelistensymbol endet; hinter den Figuren das Relief einer säulengestützten, schlangenartig verschlungenen Doppelgirlande                                      | Turmaufsatz   |
|      | 1908 | Jakob Brüllmann          | Säule mit 4 Reliefs von Jakob Brüllmann: - 3 Reliefs von Frauenfiguren als Personifizierung der christlichen Kardinaltugenden Glaube, Hoffnung und Liebe - Relief mit einer Kartusche mit der Inschrift „Erbaut 1907 1908 TF [Theodor Fischer]“, darüber ein Herz, darunter ein Kelch | Eingangshalle |
|      | 1908 | Jakob Brüllmann          | Der auferstandene Christus, Tympanonrelief | Eingangstür   |
|      | 1958 | Rudolf Yelin der Jüngere | Das Jüngste Gericht, Wandgemälde | Eingangstür   |
|      | 1958 | Adolf Saile              | 5 farbige Rundglasfenster | Chorapsis     |
|      | 1958 | Adolf Saile              | Die Arche Noah, Glasmosaik | Taufnische    |
|      | 1908 | Emil Kiemlen             | Johannes der Täufer, Bronze, halblebensgroß | Taufnische    |

## Orgel

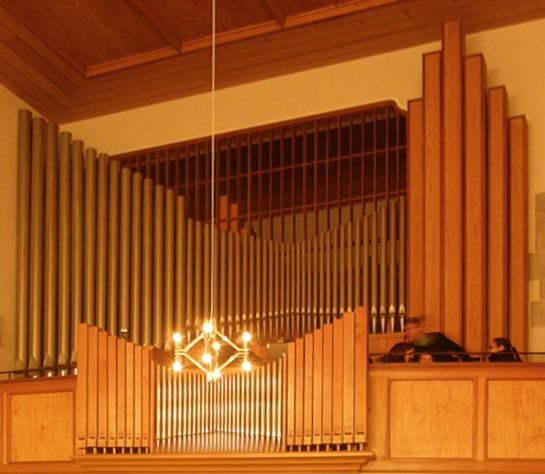
Erlöserkirche, Orgel

Die Orgel der Erlöserkirche wurde 1954 durch die Orgelbaufirma Friedrich Weigle erbaut. Das Instrument hat 37 Register auf drei Manualen und Pedal. Die Disposition wurde von Kirchenmusikdirektor Walther Lutz entworfen. Die Spieltrakturen und die Registertrakturen sind mechanisch.
Die Orgel ersetzt die Orgel Opus 501 der Orgelbaufirma Gebrüder Link, die 1908 zur Einweihung der Kirche aufgestellt und im Zweiten Weltkrieg zerstört wurde. Sie zeigte einen Prospekt in der Art des Jugendstils, verziert mit Blumen und Ornamenten.
Disposition
| I Rückpositiv |                  |    |
| 1.            | Gedackt          | 8′ |
| 2.            | Rohrflöte        | 4′ |
| 3.            | Prinzipal        | 2′ |
| 4.            | Hörnlein III     |    |
| 5.            | Scharfzimbel III |    |
| 6.            | Krummhorn        | 8′ |
|               | Tremulant        |    |

| II Hauptwerk |           |     |
| 7.           | Pommer    | 16′ |
| 8.           | Prinzipal | 08′ |
| 9.           | Gemshom   | 08′ |
| 10.          | Oktave    | 04′ |
| 11.          | Nachthorn | 04′ |
| 12.          | Feldflöte | 02′ |
| 13.          | Mixtur VI |     |
| 14.          | Trompete  | 08′ |

| III Schwellwerk |                |        |
| 15.             | Rohrflöte      | 08′    |
| 16.             | Spitzgamba     | 08′    |
| 17.             | Prinzipal      | 04′    |
| 18.             | Blockflöte     | 04′    |
| 19.             | Nasat          | 2 ⁄3′  |
| 20.             | Waldflöte      | 0 2′   |
| 21.             | Terz           | 1 3⁄5′ |
| 22.             | Gemsnasat      | 1 ⁄3′  |
| 23.             | Sifflöte       | 01′    |
| 24.             | Scharfzimbel V |        |
| 25.             | Rankett        | 16′    |
| 26.             | Oboe           | 08′    |
| 27.             | Schalmei       | 04′    |
|                 | Tremulant      |        |

| Pedal |              |     |
| 28.   | Prinzipal    | 16′ |
| 29.   | Subbass      | 16′ |
| 30.   | Gedecktbass  | 08′ |
| 31.   | Oktavbass    | 08' |
|       | (aus Nr. 28) |     |
| 32.   | Pommer       | 04′ |
| 33.   | Nachthorn    | 02′ |
| 34.   | Hintersatz V |     |
| 35.   | Posaune      | 16′ |
| 36.   | Trompete     | 08′ |
| 37.   | Schalmei     | 04′ |

### Neuere Literatur
- Edith Bowatzki: 75 Jahre Evangelische Erlösergemeinde Stuttgart: 1908–1983. Evangelische Erlösergemeinde, Stuttgart, 1983.
- Ulrich Hangleiter: Theodor Fischer als Kirchenbauer. Katalog zur Ausstellung, Stuttgart, Erlöserkirche, 5. November 1998 bis 6. Januar 1999; Jena, Universität, 25. April 1999 bis 21. Mai 1999. Konrad, Weissenhorn 1999, S. 59–68.
- Dietrich Heißenbüttel; Rose Hajdu (Fotos): Theodor Fischer. Architektur der Stuttgarter Jahre. Wasmuth, Tübingen 2018, S. 144–155.
- Gert Kähler (Hrsg.): Architektour. Bauen in Stuttgart seit 1900. Vieweg, Braunschweig 1991, S. 130–133.
- Ulrich Hangleiter: Erlöserkirche. In:  Jörg Kurz: Nordgeschichte(n). Vom Wohnen und Leben der Menschen im Stuttgarter Norden. Stadtteil-Initiative Pro Nord, Stuttgart 2005, S. 139–141.
- Georg Kopp: Theodor Fischer als Kirchbaumeister. In: #Reustle 1958, S. 51–57.
- Winfried Nerdinger: Theodor Fischer. Architekt und Städtebauer 1862–1938. Ernst & Sohn, Berlin 1988, S. 233, 234.
- Oskar Planck: Friede in friedloser Zeit: Erinnerungen und Erfahrungen aus den Jahren 1936–1953. Steinkopf, Stuttgart 1953.
- Theodor Reustle: 50 Jahre Evangelische Erlöserkirche Stuttgart. Erlösergemeinde, Stuttgart, 1958.
- Martin Wörner, Gilbert Lupfer, Ute Schulz: Architekturführer Stuttgart. Reimer, 2006, Berlin, S. 113.

### Ältere Literatur
- Julius Baum: Theodor Fischers Kirchenbauten in Württemberg. Sonderdruck des Profanbau. Leipzig, ca. 1908, S. 65–104, hier: 65–67, 77–84.
- Die Erlöserkirche in Stuttgart. In: Moderne Bauformen, Band 8, 1909, S. 241–249.
- Hans Christ: Stuttgarter Bauten Theodor Fischers: Gustav-Siegle-Haus, Kunstgebäude, Erlöserkirche. In: Wasmuths Monatshefte für Baukunst. Nr. 3, 1914, S. 138–152, Erlöserkirche: S. 148–152 (zlb.de).
- H. H. E.: Die Erlöserkirche in Stuttgart. In: Mitteilungen des Württembergischen Kunstgewerbevereins, 1908–1909, S. 62–69, 54, 62, uni-heidelberg.de (PDF).
- Kopp-Rieger: Die Erlöserkirche in Stuttgart. In: Christliches Kunstblatt für Kirche, Schule und Haus, 1909, S. 5–12, 181.